# Campionati europei di badminton a squadre 2008
I Campionati europei di badminton a squadre 2008 si sono svolti ad Almere, nei Paesi Bassi. È stata la 2ª edizione del torneo, organizzato dalla Badminton Europe.

## Podi
| Evento           | Oro       | Argento     | Bronzo   |
| Torneo maschile  | Danimarca | Inghilterra | Germania |
| Torneo femminile | Danimarca | Paesi Bassi | Germania |